# Esso Deutschland (Schiff)
Die Esso Deutschland war ein Rohöltanker der Esso Tankschiff Reederei in Hamburg. Sie war von 1976 bis zum Verkauf im Jahr 1985 das größte Handelsschiff unter deutscher Flagge.

## Geschichte
Das Schiff wurde 1974 von der Esso Tankers Incorporated in Liberia bei der Kawasaki-Werft im japanischen Sakaide in Auftrag gegeben und dort am 25. Mai 1976 unter der Baunummer 1233 zu Wasser gelassen. Am 6. Oktober 1976 lieferte die Werft den fertiggestellten Tanker Esso Deutschland an die Esso Tankschiff Reederei in Hamburg ab.
Der 378 Meter über Alles lange Neubau löste seinerzeit die Bonn als größtes deutsches Handelsschiff ab. Anfang 1983 wurde die inzwischen beschäftigungslose Esso Deutschland in Norwegen aufgelegt. Im Oktober 1985 veräußerte man das Schiff an die zum US-amerikanischen Mischkonzern Loews gehörige Grand Corporation, die den Tanker als Grand weiterbetrieb. 1990 ging die Grand an die zur Hellespont-Gruppe gehörende Hellespont Grand Corporation, die es in Hellespont Grand umbenannte. Am 12. September 2003 traf der Tanker schließlich zur Verschrottung im indischen Alang ein.

## Technik
Das Schiff war als reiner Rohöltanker in Einhüllenbauweise ausgelegt. Das Deckshaus war weit achtern über dem Maschinenraum angeordnet. Die Esso Deutschland wurde in der Hauptsache im Rohöltransport vom Persischen Golf eingesetzt. Das Schiff besaß 10 Mitteltanks, 16 Seitentanks sowie zwei Sloptanks, zur Trennung von Waschwasser und Öl. Die Tragfähigkeit betrug knapp 422.000 Tonnen, das Ladetankvolumen rund 500.000 m³. Für den Ladungsumschlag standen vier Hauptladeölpumpen von jeweils 5000 m³ Förderkapazität in der Stunde und eine Restepumpe zur Verfügung. Die Ausrüstung umfasste eine Inertgasanlage und ein Feuerlöschsystem. Das Manifold mit zwei Ladebäumen à 16 Tonnen war etwas achterlicher als mittschiffs platziert.
Der Antrieb des Schiffs bestand aus einer Kawasaki UL-450 Dampfturbine mit einer Leistung von 45.000 PS, die ihre Kraft über ein Untersetzungsgetriebe auf den einzelnen Festpropeller abgab und eine Geschwindigkeit von 15,87 Knoten ermöglichte. Weiterhin standen zwei Turbogeneratoren und ein Hilfsdiesel zur Verfügung.

## Namensvorgängerin

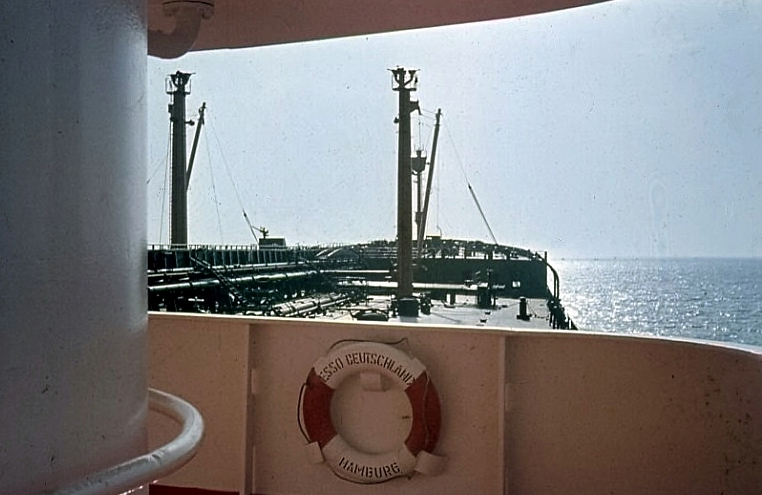
Erste Esso Deutschland (1965)

Bereits am 23. Februar 1963 lief in Hamburg bei der Howaldtswerft ein Schiff mit dem Namen Esso Deutschland vom Stapel. Die Taufe des 260 Meter langen und mehr als 38 Meter breiten 90.187-Tonnen-Tankers, dessen Getriebeturbine 27.000 PSw leistete, übernahm Wilhelmine Lübke, die Frau des Bundespräsidenten. Es war zu seiner Zeit das größte Schiff der deutschen Handelsflotte. 1964 wurde das Schiff mit einem Wulstbug nachgerüstet. Im November 1965 strandete das Schiff vor der libyschen Küste, konnte aber wieder flottgemacht werden. 1976 wurde es zur Verschrottung in Taiwan ausgemustert, da es als nun nur noch mittelgroßes Schiff infolge des Verfalls der Frachtraten durch größere Einheiten mit anteilig geringeren Fixkosten ersetzt werden sollte.